# Projektionsformeln
Inom matematiken är projektionsformeln ett resultat som säger att om {\displaystyle f:X\to Y} är en kvasikoherent separerad morfism av scheman, {\displaystyle {\mathcal {F}}} ett kvasikoherent kärve på X och {\displaystyle {\mathcal {E}}} ett lokalt fritt kärve på Y, då är de naturliga avbildningarna av kärven
{\displaystyle R^{i}f_{*}{\mathcal {F}}\otimes {\mathcal {E}}\to R^{i}f_{*}({\mathcal {F}}\otimes f^{*}{\mathcal {E}})}
isomorifer.